# Elomeryx
L'elomerice (gen. Elomeryx) è un mammifero artiodattilo estinto, appartenente agli antracoteridi. Visse tra l'Eocene medio e il Miocene inferiore (circa 42 – 20 milioni di anni fa) e i suoi resti fossili sono stati ritrovati in Europa, Asia e Nordamerica. 

## Descrizione
Questo animale, di dimensioni medio-piccole rispetto a quelle dei suoi stretti parenti, poteva raggiungere una lunghezza di un metro e mezzo. Il corpo era allungato con zampe relativamente corte e tozze, e la testa era lunga e superficialmente simile a quella di un cavallo. Le zampe posteriori erano dotate di quattro dita, mentre quelle anteriori ne avevano cinque (il primo era ridotto a uno sperone). I canini superiori nei maschi erano notevolmente sviluppati, e dotati di un margine seghettato posteriore. Il rostro era relativamente corto e non era presente alcun diastema tra canini e premolari (tranne che nella specie E. cluai, in cui era presente un diastema molto corto). I molari superiori erano dotati di cinque cuspidi con un mesostilo a forma di anello, e le specie più derivate erano dotate di cuspidi accessorie sui premolari. 

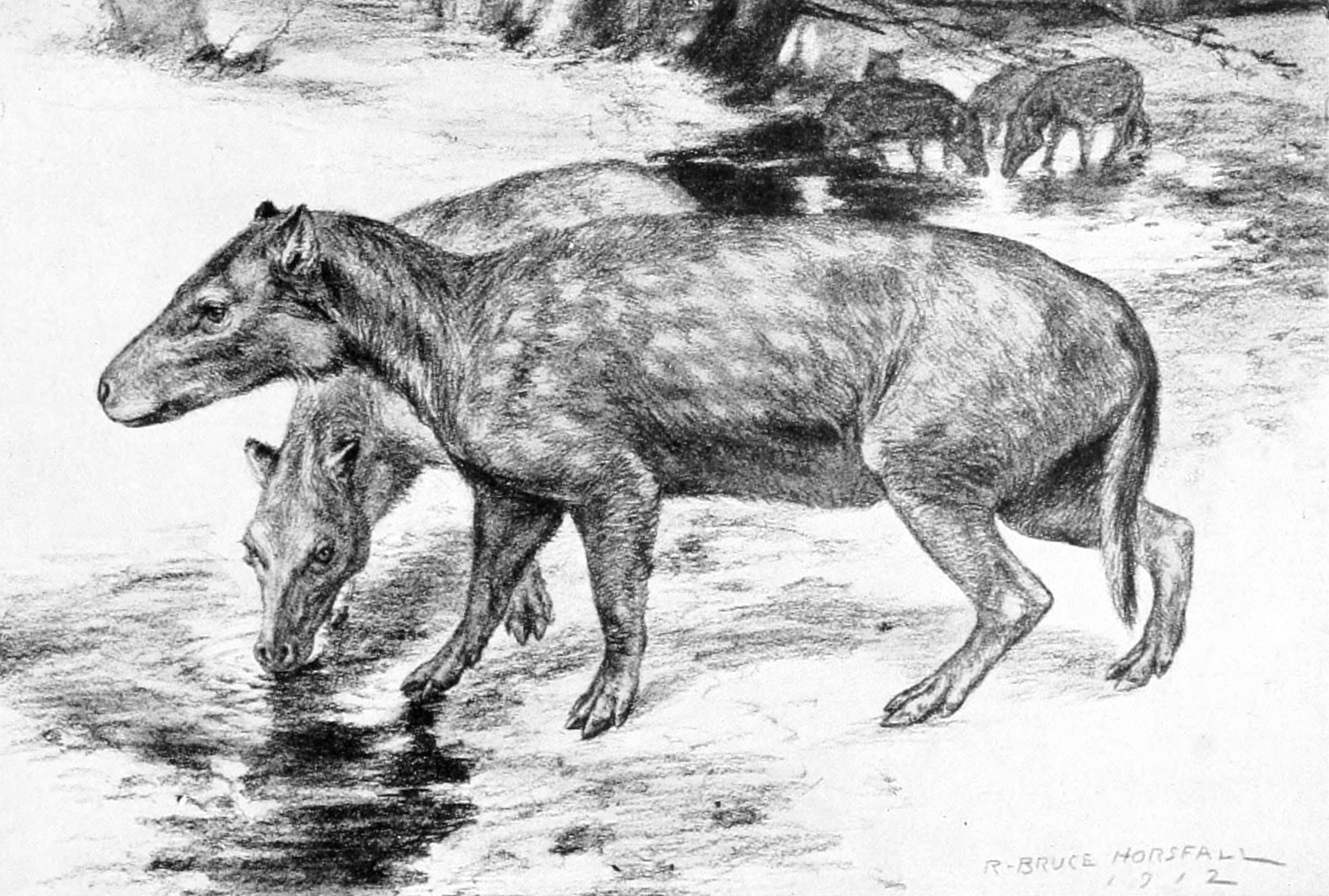
Ricostruzione di Elomeryx armatus

## Classificazione
Il genere Elomeryx venne istituito da Othniel Charles Marsh nel 1894; la specie tipo è E. crispus, descritta per la prima volta nel 1849 da Gervais e ritrovata in terreni dell'Eocene superiore e dell'Oligocene inferiore della Francia. Altre specie sono E. armatus (Eocene superiore – Oligocene superiore del Nordamerica), E. borbonicus (Oligocene superiore  - Miocene inferiore dell'Europa occidentale) ed E. cluai (inizio dell'Oligocene inferiore dell'Europa occidentale). Altri fossili attribuiti a questo genere sono stati ritrovati in terreni dell'Eocene / Oligocene dell'Asia (Georgia, Pakistan, Cina, Giappone). Il genere Elomeryx potrebbe essersi generato in Asia, per poi diffondersi in Europa e Nordamerica (Ducrocq e Lihoreau, 2006).

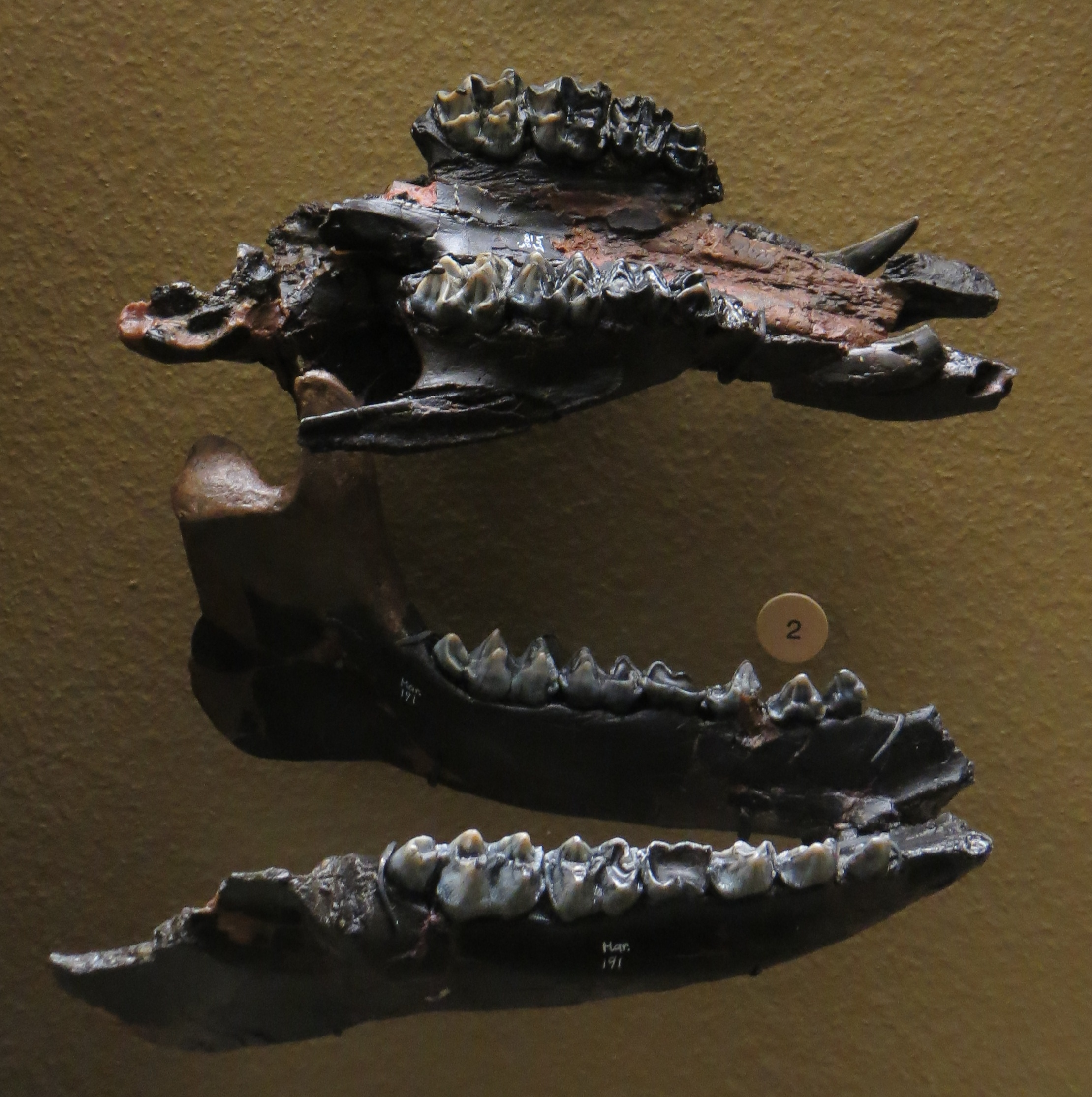
Cranio e mandibola di Elomeryx borbonicus

Elomeryx appartiene agli antracoteridi, un gruppo di artiodattili strettamente imparentati con suidi e ippopotami. In particolare, Elomeryx è stato ascritto alla sottofamiglia Bothriodontinae, comprendente le forme più derivate e le ultime a scomparire. Elomeryx potrebbe non essere un genere monofiletico, ma potrebbe invece includere una serie di forme via via più derivate e ancestrali ad altri generi, evolutisi in varie zone del pianeta. Altre forme simili erano Bothriodon, Aepinacodon, Merycopotamus e Libycosaurus. 

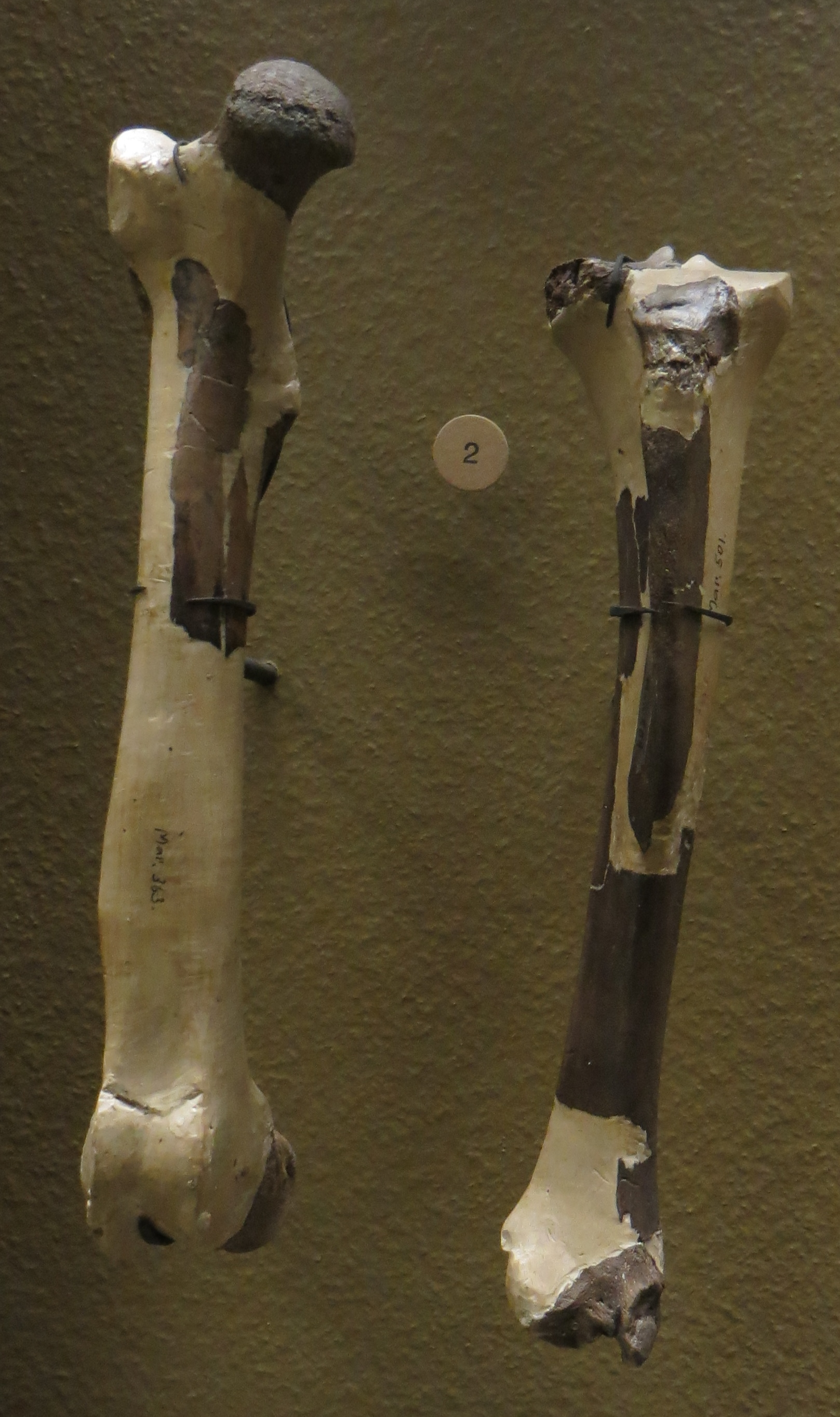
Ossa delle zampe di Elomeryx borbonicus

## Paleobiologia
I canini seghettati dei maschi di Elomeryx potrebbero essere stati utili per agganciare le radici delle piante e tagliarle, così come gli incisivi spatolati potevano scavare nella melma. Le zampe larghe e tozze servivano invece all'animale per non sprofondare in terreni soffici e paludosi.